# Traité de Conejos
Le traité de Conejos est un traité signé le 7 octobre 1863 à Conejos dans le territoire du Colorado entre les États-Unis et le groupe Tabeguache du peuple ute. Les Utes devaient céder leurs terres situées à l'est du Continental Divide en échange d'approvisionnements en nourriture d'un montant annuel de 10 000 $ pendant 10 ans.
Bien que le gouvernement des États-Unis ait souhaité négocier avec l'ensemble du peuple ute, seul le groupe des Tabeguaches mené par le chef Ouray a participé aux négociations et a signé le traité. Par la suite, le gouvernement a considéré Ouray comme le chef de l'ensemble des Utes bien que les autres groupes ne le reconnaissent pas comme tel.